# Ruská národní lidová armáda
Ruská národní lidová armáda (německy Sonderverband Graukopf) byl ruský vojenský útvar podřízený abwehru vytvořený na okupovaných územích SSSR, který bojoval na straně Třetí říše na východní frontě v druhé světové válce. V průběhu války byl začleněn do ROA.

## Vznik útvaru
S ideou vzniku ruské brigády přišel Sergej Nikitič Ivanov jako zástupce Všeruské fašistické organizace a dokázal její vznik díky svým kontaktům ve wehrmachtu a NSDAP prosadit.
Útvar vznikl jako pokus německé vojenské zpravodajské služby, která v březnu 1942 založila zpravodajský útvar z bývalých příslušníků Rudé armády pod velením bílých emigrantů jako Experimentální svazek Armádní skupiny Střed (německy Versuchsveband Mitte). Protože sestavení takové jednotky umožnilo částečně kompenzovat ztráty německých jednotek utrpěné ve válce proti SSSR, získala tato myšlenka podporu německého vojenského velení. Mezi důstojníky, kteří podporovali vznik brigády, byl také plukovník von Stauffenberg.

V březnu 1942 S. N. Ivanov obdržel od velitele Günthera von Klugeho svolení k vytvoření ruských národních jednotek ze sovětských válečných zajatců a povolení k náboru personálu ze zajateckých táborů umístěných v týlu armády.

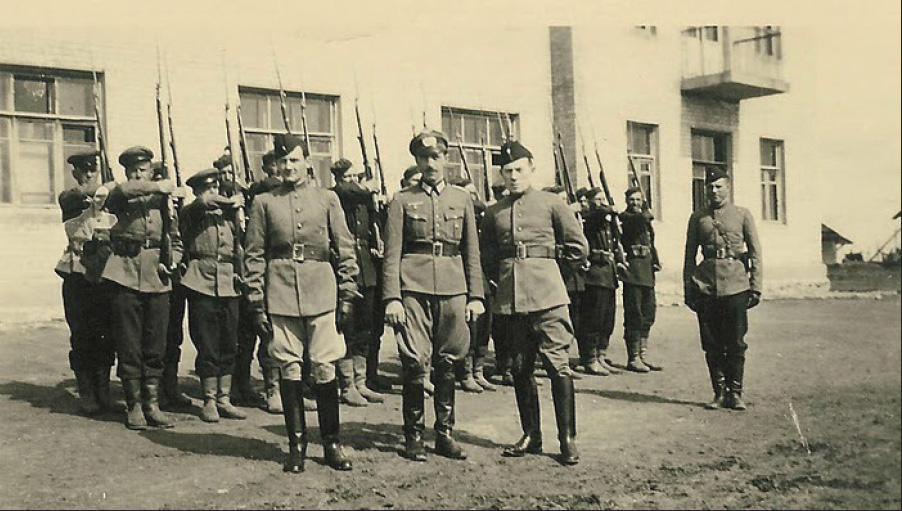
RNNA v Osintorfu S.N. Ivanov vpravo od německého důstojníka. Vlevo Ivan Konstantinovič Sacharov. Rok 1942.

Jako velitel byl ustanoven Konstantin Grigorjevič Kromiadi (krycí jméno Sanin), politickým vedoucím se stal Sergej Nikitič Ivanov (krycí jméno Šedá hlava - odtud název jednotky) a Igor Konstantinovič Sacharov (krycí jméno Levin) působil jako náčelník štábu. Jednotka podléhala řízení abwehru a byla vybavena a vystrojena ze sovětských trofejních armádních skladů.
Název Ruská národní lidová armáda používali tvůrci tohoto útvaru z řad bílých emigrantů a sloužil především k propagandistickým účelům. V německých oficiálních dokumentech s jednotka nazývala Sonderverband „Graukopf“ a používaly se také názvy Ruský prapor zvláštního určení (německy Russische Bataillon z.b.V.) a Osintorfská brigáda podle místa vzniku.

## Výstavba jednotky
Informace o vytvoření ruské jednotky byly zveřejněny v ruskojazyčných tištěných publikacích vydávaných se svolením nacistů na okupovaných územích za účelem propagandy mezi bílými emigranty a obyvatelstvem okupovaných území SSSR. Personál RNNA byl oblečen do sovětských vojenských uniforem s nárameníky a bílo-modro-červenými kokardami. Jako vlajka byla použita předrevoluční ruská bílo-modro-červená vlajka. Výcvik personálu probíhal v souladu s předpisy Rudé armády v ruštině. Jako výsostný emblém sloužila carská kokarda a bylo používáno označení vojenských hodností z carské armády. Vojákům bylo povoleno nosit sovětská vyznamenání a u jednotky byla provozována nemocnice pod vedením vojenského lékaře Vinogradova.
Jednotka byla organizována na následujících zásadách:
1. Jednotka je ruskou í armádou a jejím hlavním úkolem je protibolševický boj.
2. Vojsko je tvořeno z Rusů.
3. Vnitřní předpisy a vybavení je ruské. Stejně tak vybavení a stejnokroje.
4. Všichni sovětští vojáci zajatí RNNA jsou považováni především za posily, nikoli za potenciální vězně koncentračních táborů.
5. Jednotka musí mít možnost se rozvíjet v plnohodnotný bojový útvar.
6. Jednotka je prvním krokem k vytvoření budoucí Ruské osvobozenecké armády a bude sloužit ruské vládě.

V polovině srpna 1942 RNNA zahrnovala:
- velitelství útvaru,
- pěší pluk o třech praporech (v praporech bylo 200 osob),
- průzkumnou rotu,
- kulometnou rotu,
- hospodářskou rotu,
- velitelskou četu,
- sapérskou četu,
- automobilovou četu,
- komunikační četu,
- leteckou výcvikovou jednotku, která však neměla žádná letadla.

V březnu 1942 byla síla RNNA 150 lidí, v květnu 400 lidí. V polovině roku 1942 byla celková síla RNNA 1 500 lidí. Její počet dále rychle rostl, až stav dosáhl 10 000 mužů (podle ruských pramenů to bylo však maximálně 8 000 mužů).
S ohledem na politickou povahu jednotky bylo prováděno také politické školení mužstva. Příslušníkům jednotky bylo vštěpováno, že jejich úkolem je boj proti bolševismu a židovstvu za obnovení ruského státu v předrevoluční podobě. Pro potřeby jednotky byly vydávány noviny Vlast (rusky Pо́дина), ve kterých se jednotka propagovala jako předvoj budoucí svrchované Ruské osvobozenecké armády. Bojové úspěchy brigády měly sloužit jako argument pro výstavbu vyšších útvarů ruské armády. 17. srpna 1942 byl do čela propagandistického oddělení jmenován Georgij Žilenkov.
Na vrcholu své činnosti byla RNNA složena ze šesti pěších praporů, ženijního praporu a dělostřeleckého oddílu. Ve výzbroji měla ukořistěné zbraně sovětské výroby. Jednotka byla vyzbrojena puškami Mosin-Nagant vzor 1891, také samonabíjecími puškami SVT-40, malým počtem samopalů, 180 lehkými a 45 těžkými kulomety, 24 minomety, 8 protitankovými děly ráže 45 mm, 8 děly ráže 76 mm a dvěma obrněnými vozidly (jeden BA-10 a jeden BA -20).

## V boji proti sovětským partyzánům
Jednotka byla již v průběhu formování cílem rozvratných operací sovětské tajné služby, která 24. února 1942 zaznamenala první úspěch, když na stranu sovětských partyzánů přešlo 31 příslušníků teprve utvářené jednotky.
RNNA byla zapojena do bojů proti jednotkám 4. výsadkového sboru působícího v týle německých vojsk v okolí města Vjazma. Úkolem vojáků RNNA bylo v sovětských stejnokrojích proniknout k veliteli sboru a pokusit se o jeho likvidaci. Dalším cílem operace bylo přesvědčování sovětských vojáků ze sboru k přechodu na německou stranu. Výsledkem snažení však byl přechod 100 příslušníků RNNA na sovětskou stranu, 70 padlých a 120 se vrátilo zpět s malým počtem vojáků Rudé armády, kteří se k nim přidali.
Během léta 1942 operovala RNNA v boji s partyzány a 30 jejich příslušníků obdrželo německá válečná vyznamenání. Zkušenosti z protipartyzánské války a její krutosti však měly špatný dopad na morálku jednotky.
V druhé polovině července 1942 byla rota prvního praporu pod velením Grigorjeva přemístěna do Vitebské oblasti k boji proti sovětským partyzánům. Byl mu nabídnut přechod k partyzánům, ale to Grigorjev odmítl a partyzány zlikvidoval. Rota však byla z obav z rozpadu morálky jednotky vrácena zpět do kasáren.
V okupovaném Bělorusku se o likvidaci RNNA pokusila minská podzemní prosovětská organizace. Podařilo se naverbovat několik vojáků RNNA z bývalých válečných zajatců, kteří vedli v jednotce rozkladnou propagandu. Výsledkem byl přechod asi 200 vojáků na stranu sovětských partyzánů v průběhu 6. srpna až 15. srpna 1942.
V rámci operací dne 17. srpna 1942 jednotky RNNA útočící na partyzány využily civilní obyvatelstvo jako živé štíty. Jiné zdroje však také tvrdí, že za nepochybnou výhodu RNNA lze považovat navázání přátelských vztahů s místním obyvatelstvem. Vojáci služební roty jednotky pomáhali při senoseči a sklízet úrodu. Někteří místní obyvatelé byli najímáni do administrativních a ekonomických pozic.
Německé vedení se v srpnu 1942 po řadě neúspěchů rozhodlo odvolat dosavadní velení. Podle rozkazu Adolfa Hitlera tak nesměl v německé frontové operační zóně sloužit bílý emigrant ve funkci velitele. Proto byl původní velitel Kromiadi 29. srpna 1942 odvolán z funkce a na jeho místo nastoupil 1. září 1942 Vladimír Bojarskij.
Generál von Gersdorff v říjnu 1942 nařídil RNNA používat německé stejnokroje, což způsobilo vzpouru vojáků, kteří to odmítali. Pořádkové jednotky SS obklíčily posádku a ta se po delším jednání vzdala. Asi 300 lidí však přeběhlo k partyzánům. Bojarskij a Žilenkov byli zbaveni velení a do čela jednotky byl jmenován Rudolf Fridrichovič Ril.
Dne 1. listopadu 1942 byla na příkaz velitele skupiny armád Střed jednotka převedena pod velení týlových bezpečnostních sil a byla opět nasazena v bojích s partyzány. Během listopadu 1942 odešlo z RNNA na stranu partyzánů asi 600 lidí (včetně 115 z dělostřeleckého oddílu), načež byl Ril zbaven funkce a zatčen. Propuštěn byl až po peticích a přímluvách bílých emigrantů. Kromě toho bylo do té doby asi 600 dalších příslušníků odzbrojeno pro nespolehlivost.
Situace na frontách, sílící sovětská agitace a německá politika vůči místnímu obyvatelstvu vyvolaly pochybnosti v myslích mnoha vojáků a důstojníků RNNA. Podle některých odhadů přešlo na stranu sovětských partyzánů až 800 vojáků RNNA. Masivní rozsah těchto přechodů byl usnadněn úspěšným uvedením agenta SMĚRŠ Alexeje Michajlova Soboleva, kterému se dařilo přesvědčovat vojáky RNNA.
V prosinci 1942 polní maršál von Kluge provedl inspekci jednotky. Na přímý rozkaz německého velení jednotka obdržela německé stejnokroje a došlo k jejímu rozdělení po praporech k německým bojovým divizím. Byla rozdělena na 633. - 637. východní prapor a v rámci nich se zúčastnila protipartyzánských operací v týlu východní fronty. RNNA tak formálně přestala existovat.

## Boje s Rudou armádou
Na konci prosince 1942 byly tři prapory RNNA nasazeny v bojích v bitvě o Velikije Luki, kde měly za úkol vyprostit obklíčené německé formace. S ohledem na sovětskou značnou přesilu v boji neuspěly a byly zničeny.

## Boje se Spojenci
Na začátku roku 1943 byli bývalí příslušníci jednotky převeleni do okupované Francie. Zde zůstali i po zahájení vylodění v Normandii v roce 1944. Pluk ruských dobrovolníků obsadil pevnost Lorient, kde spolu s německými vojáky bojoval v obklíčení až do konce války. 14. listopadu 1944 byl na první schůzi Výboru pro osvobození národů Ruska přečten jejich radiogram se zdravicí Výboru.

## Zařazení do ROA
Od října 1944 byly původní prapory RNNA zařazeny do první pěší divize ROA.